# Danh sách nhà toán học
Đây là danh sách các nhà toán học nổi tiếng xếp theo thứ tự bảng chữ cái Latinh của chữ cái đầu tiên của họ.

## A
- Niels Henrik Abel - Na Uy (1802 – 1829)
- John Couch Adams - Anh (1819 – 1892)
- Jean le Rond d'Alembert - Pháp (1717 – 1783)
- Abu Raihan Al-Biruni - Iran (973 – 1048)
- Al-Khwarizmi - Iran (780 – 850)
- André-Marie Ampère - Pháp (1775 – 1836)
- Archimedes - Hy Lạp (287 – 212 TCN)
- Aristarchus - Hy Lạp (khoảng 310 – 230 TCN)
- Aristotle - Hy Lạp (384 – 322 TCN)
- George Atwood - Anh (1746 – 1807)

## B
- Charles Babbage - Anh (1791 – 1871)
- Stefan Banach - Ba Lan (1892 – 1945)
- Eric Temple Bell - Scotland-Hoa Kỳ (1883 – 1960)
- Richard Bentley - Anh (1662 – 1742)
- Jacob Bernoulli - Thụy Sĩ (1654 – 1705)
- Johann Bernoulli - Thụy Sĩ (1667 – 1748)
- Daniel Bernoulli - Thụy Sĩ (1700 – 1782)
- Friedrich Wilhelm Bessel - Đức (1784 – 1846)
- Napoléon Bonaparte - Pháp (1769 – 1821)
- George Boole - Anh (1815 – 1864)
- Henry Briggs - Anh (1561 – 1630)

## C
- Georg Ferdinand Cantor - Đức (1845 – 1918)
- Élie Cartan - Pháp (1869 – 1951)
- Henri Cartan - Pháp (1904 – 2008)
- Augustin Louis Cauchy - Pháp (1789 – 1857)
- Eduard Čech - Tiệp Khắc (1893 – 1960)
- Pafnuty Lvovich Chebyshev - Nga (1821 – 1894)
- Sarvadaman Chowla - Ấn Độ (1907 – 1995)
- Roger Cotes - Anh (1682 – 1716)
- Ngô Bảo Châu - Việt Nam (1972 - đến nay)

## D
- David van Dantzig - Hà Lan (1900 – 1959)
- George Dantzig - Hoa Kỳ (1914 – 2005)
- Democritos - Hy Lạp (khoảng 460 – 370 TCN)
- René Descartes - Pháp (1596 – 1650)
- Jean Dieudonné - Pháp (1906–1992)
- Johann Peter Gustav Lejeune Dirichlet - Đức (1805 – 1859)
- Edsger Dijkstra - Hà Lan (1930 – 2002)

## E
- Albert Einstein - Đức-Thụy Sĩ-Hoa Kỳ (1879 – 1955)
- Paul Erdös - Hungary (1913 – 1996)
- Euclid - Hy Lạp (khoảng 365 – 275 TCN)
- Leonhard Euler - Thụy Sĩ (1707 – 1783)

## F
- Pierre de Fermat - Pháp (1601 – 1665)
- Leonardo Pisano Fibonacci - Ý (1170 – 1250)
- Jean-Baptiste Joseph Fourier - Pháp (1768 – 1830)

## G
- Évariste Galois - Pháp (1811 – 1832)
- Martin Gardner - Hoa Kỳ (1914 – 2010)
- Carl Friedrich Gauss - Đức (1777 – 1855)
- Kurt Gödel - Áo, Hoa Kỳ (1906 – 1978)
- Christian Goldbach - Đức (1690 – 1764)
- Hermann Günther Grassmann - Vương quốc Phổ (1809 – 1877)
- Alexander Grothendieck - Pháp (1928 – 2014)
- Galileo Galilei - Ý - (1564 – 1642)

## H
- William Rowan Hamilton - Ireland (1805 – 1865)
- Peter Andreas Hansen - Đan Mạch (1795 – 1874)
- Godfrey Harold Hardy - Anh (1877 – 1947)
- Thomas Heath - Anh (1861 – 1940)
- Kurt Hensel - Đức (1861 - 1941)
- David Hilbert - Đức (1862 – 1943)
- Guillaume François Antoine, Hầu tước de L'Hôpital – Pháp (1661 – 1704)
- Hoàng Tụy - Việt Nam (1927 – 2019)
- Hoàng Xuân Sính - Việt Nam (1933 -)
- Christiaan Huygens - Hà Lan (1629 – 1695)

## I
- Itō Kiyoshi - Nhật Bản (1915 – 2008)

## J
- Carl Gustav Jakob Jacobi - Đức (1804 – 1851)
- James Jurin - Anh (1684 – 1750)

## K
- Ghiyath al-Kashi - Iran (khoảng 1370 – 1429)
- Omar Khayyám - Iran (1028 – 1123)
- Johannes Kepler - Đức (1571 – 1630)
- Donald Knuth - Hoa Kỳ (s. 1938)
- Helge von Koch - Thụy Điển (1870 – 1924)

## L
- Joseph-Louis de Lagrange - Pháp (1736 – 1813)
- Edmond Laguerre - Pháp (1834 – 1886)
- Johann Heinrich Lambert - Đức (1728 – 1777)
- Pierre-Simon Laplace - Pháp (1749 – 1827)
- Estienne de La Roche - Pháp (1470 – 1530)
- Henri Leon Lebesgue - Pháp (1875 – 1941)
- Adrien-Marie Legendre - Pháp (1752 – 1833)
- Gottfried Wilhelm Leibniz - Đức (1646 – 1716)
- Sophus Lie - Na Uy (1842 – 1899)
- Ernst Leonard Lindelöf - Phần Lan (1870 – 1946)
- Jules Antoine Lissajous - Pháp (1822 – 1880)
- Nikolai Ivanovich Lobachevsky - Nga (1792 – 1856)
- László Lovász - Hungary (s. 1947)
- Ada Lovelace - Anh (1815 – 1852)
- François-Édouard-Anatole Lucas - Pháp (1842 – 1891)
- Lê Văn Thiêm - Việt Nam (1918–1991)
- Lương Thế Vinh - Việt Nam (1441 – 1496)

## M
- Emmy Noether - Đức - (1882 – 1935)
- Benoît Mandelbrot - Ba Lan-Pháp-Hoa Kỳ (1924 – 2010)
- Andrei Andreevich Markov - Nga (1856 – 1922)
- Maryam Mirzakhani - Iran (1977 – 2017)
- Hermann Minkowski - Đức (1864 – 1909)
- August Ferdinand Möbius - Đức (1790 – 1868)
- Georg Mohr - Đan Mạch (1640 – 1697)
- Abraham de Moivre - Pháp (1667 – 1754)

## N
- John Napier - Scotland (1550 – 1617)
- John von Neumann - Hungary-Hoa Kỳ (1903 – 1957)
- Isaac Newton - Anh (1643 – 1727)
- Jakob Nielsen - Đan Mạch (1890 – 1959)
- Nilakantha Somayaji - Ấn Độ (1444 – 1544)
- Sergei Petrovich Novikov - Nga (s. 1938)
- Petr Sergeevich Novikov - Nga (1901 – 1935)
- Kristen Nygaard - Na Uy (1926 – 2002)

## P
- Blaise Pascal - Pháp (1623 – 1662)
- Roger Penrose - Anh (s. 1931)
- Jules-Henri Poincaré - Pháp (1854 – 1912)
- Louis Poinsot - Pháp (1777 – 1859)
- Alphonse de Polignac - Pháp (1817 – 1890)
- Siméon-Denis Poisson - Pháp (1781 – 1840)
- Pythagoras - Hy Lạp (582 – 496 TCN)

## R
- Srinivasa Aaiyangar Ramanujan - Ấn Độ (1887 – 1920)
- Frank Plumpton Ramsey - Anh (1903 – 1930)
- Bernhard Riemann - Đức (1826 – 1866)
- Bertrand Russell - Anh (1872 – 1970)

## S
- Jean-Pierre Serre - Pháp (s. 1926)
- Waclaw Sierpinski - Ba Lan (1882 – 1969)
- Stephen Smale - Hoa Kỳ (s. 1930)
- Henry John Stephen Smith - Anh (1826 – 1883)
- George Gabriel Stokes - Ireland-Anh (1819 – 1903)

## T
- John Tate - Hoa Kỳ (s. 1925)
- Thales - Hy Lạp (khoảng 624 – 547 TCN)
- Alan Turing - Anh (1912 – 1954)
- Andrey Nikolayevich Tychonoff - Nga (1906 – 1993)

## U
- Stanislaw Marcin Ulam - Ba Lan-Hoa Kỳ (1909 – 1984)

## V
- Jurij Vega - Slovenia (1754 – 1802)
- John Venn - Anh (1834 – 1923)
- Leonardo da Vinci - Ý (1452 - 1519)
- Giuseppe Vitali - Ý (1875 – 1932)
- Vũ Hữu - Việt Nam (1437–1530)
- François Viète - Pháp  (1540 - 1603)

## W
- André Weil - Pháp (1906 – 1998)
- Hermann Klaus Hugo Weyl - Đức-Hoa Kỳ (1885 – 1955)
- Hassler Whitney - Hoa Kỳ (1907 – 1989)
- William Whiston - Anh (1667 – 1752)
- Andrew Wiles - Anh (s. 1953)
- Josef Wronski - Ba Lan-Pháp (1778 – 1853)

## Z
- Zeno - Hy Lạp (khoảng 490 – 430 TCN)